# Astrodontium curvirostre
Astrodontium curvirostre là một loài Rêu trong họ Leucodontaceae. Loài này được (Hampe) Schimp. mô tả khoa học đầu tiên năm 1872.